# ناوابستگی دینی
ناوابستگی دینی (همچنین ارتداد را ببینید) به معنی ترک ایمان یا جامعه یا گروه دینی است. از بسیاری جهات این برعکس تغییر کیش است. بسیاری واژگان و اصطلاحات دیگر برای این فرایند استفاده می‌شوند، هر چند هر کدام از آن‌ها ممکن است مفهوم کمی متفاوتی داشته باشند.
براملی (۱۹۹۸) مشکلی را در توصیف اصطلاحات مورد استفاده برای روند ناوابستگی دینی مطرح می‌کند. او بیان می‌کند که وابستگی به یک دین، تغییر کیش نامیده می‌شود، و سپس به ادامه بحث بر سر مرجع این اصطلاح می‌پردازد. به نظر او هیچ واژه موازی برای ناوابستگی dissafiliation وجود ندارد. محققان واژه‌های مختلفی را برای توصیف آن به‌کار برده‌اند، از جمله:
- بیرون رفتن
- ترک کردن
- خارج شدن
- عدم شناسایی
- قصور
- ارتداد
- عدم مشارکت
- رهایی از قید یا تعهد